# Iñigo Pérez
Iñigo Pérez Soto (* 18. Januar 1988 in Pamplona) ist ein ehemaliger, spanischer Fußballspieler und heutiger -trainer.

## Karriere

### Verein
Iñigo Pérez ging den Weg der meisten Eigengewächse von Athletic: Nachdem er zunächst eine Saison für den Kooperationspartner CD Baskonia gespielt hatte, rückte er 2007 in den Kader der zweiten Mannschaft auf. Zwei Jahre später, am 28. Oktober 2009, feierte er dann sein Debüt in der ersten Mannschaft unter Trainer Joaquín Caparrós und stand dabei gegen Rayo Vallecano in der Startelf. Der Durchbruch gelang ihm vorläufig jedoch nicht, sodass er in der Rückrunde der Saison 2010/11 an SD Huesca in die zweite Liga ausgeliehen wurde.
Nach seiner Rückkehr entwickelte er sich unter dem neuen Trainer Marcelo Bielsa mehr und mehr zum Stammspieler und kam insbesondere in der Europa League regelmäßig zum Einsatz. Iñigo Pérez erreichte in diesem Wettbewerb mit seiner Mannschaft das Finale, jedoch musste man sich Atlético Madrid geschlagen geben. In der Saison 2012/13 warf den Spieler eine schwere Verletzung zurück, weshalb er seit Oktober 2012 nicht mehr zum Einsatz kam. Im Sommer 2013 wurde er für ein halbes Jahr an RCD Mallorca verliehen. Im Juli 2014 wechselte Pérez zu CD Numancia. Von 2018 bis 2022 stand er bei CA Osasuna unter Vertrag. 

### Trainer
Seit 2022 ist er Co-Trainer bei Rayo Vallecano. Im Februar stieg er dort als Nachfolger von Francisco Rodríguez zum Cheftrainer auf.